# Kevin Mattson
Kevin Mattson (1966, Washington DC), é um professor universitário, historiador e ativista político estadunidense.

## Histórico
Os pais de Mattson pertenciam ao que ele denominou ironicamente de "elite liberal". Ele cursou a New School for Social Research e obteve um Ph.D. na Universidade de Rochester.
Em 1995, tornou-se diretor de pesquisa do Walt Whitman Center for the Culture and Politics of Democracy. Em 2001, passou a lecionar história contemporânea na Universidade de Ohio.
Mattson também participou como comentarista político da National Public Radio (NPR).

## Obras
- Upton Sinclair and the Other American Century (2006). ISBN 0471725110
- When America Was Great: The Fighting Faith of Liberalism in Post-War America (2004). ISBN 0415947758
- Engaging Youth: Combating the Apathy of Young Americans toward Politics, A Report for the Century Foundation (2003). ISBN 0870784706
- Intellectuals in Action: The Origins of the New Left and Radical Liberalism, 1945-70 (2002). ISBN 027102206X
- Creating a Democratic Public: The Struggle for Urban Participatory Democracy During the Progressive Era (1998). ISBN 0271017236

### Artigos próprios
- (em inglês)-Remember 'The Jungle'!. Em The Nation. Acessado em 22 de junho de 2007.
- (em inglês)-A Student Bill of Fights. Em The Nation. Acessado em 22 de junho de 2007.
- (em inglês)-Getting Right with the Cold War: A Debate with Joanne Barkan. Em Dissent.  Acessado em 22 de junho de 2007.

### Outros
- (em inglês)-Academic Freedom: Horowitz v. Mattson. Debate com David Horowitz em FrontPage. Acessado em 22 de junho de 2007.